# مالكوم أوغيلفي
مالكوم أوغيلفي (بالإنجليزية: Malcolm Ogilvie)‏ هو عالم طيور ومؤلف بريطاني، ولد في 5 سبتمبر 1951.

## وصلات خارجية
- الموقع الرسمي